# 侯书军
侯书军（1926年—），山东文登人，中国人民解放军将领、中国人民解放军中将。
毕业于苏联红旗空军学院。1985年，担任首任成都军区空军司令员。1991年，因陆军航空兵S-70直升机坠毁事故影响被解职，由谢德财接任。1988年，授中国人民解放军中将军衔。